# Paranemoura
Paranemoura is een geslacht van steenvliegen uit de familie beeksteenvliegen (Nemouridae). De wetenschappelijke naam van het geslacht is voor het eerst geldig gepubliceerd in 1925 door Needham & Claassen.

## Soorten
Paranemoura omvat de volgende soorten:
- Paranemoura claasseni Baumann, 1996
- Paranemoura perfecta (Walker, 1852)